# La Freita
La Freita es una entidad de población española del municipio de Ribera de Urgellet, perteneciente a la provincia de Lérida, en la comunidad autónoma de Cataluña.

## Historia
Hacia mediados del siglo XIX, el lugar, por entonces perteneciente al municipio de Navinés, tenía contabilizada una población de dieciocho habitantes. Aparece descrito en el octavo volumen del Diccionario geográfico-estadístico-histórico de España y sus posesiones de Ultramar de Pascual Madoz con las siguientes palabras:

FREITA ó FREYTA: ald. en la prov. de Lérida, part. jud. de Seo de Urgel, ayunt. de Navines del cual depende: se halla sit. en una pendiente de la montaña llamada de Tost, en terreno áspero y de mala calidad. Consta de 4 casas y una igl. matriz y produce patatas y legumbres pobl: 4 vec., 18 almas.
(Madoz, 1847, p. 181)

En la actualidad, pertenece al municipio de Ribera de Urgellet. En 2022, no tenía empadronado ningún habitante.